# Stadsbierbrouwerij Apeldoorn
De stadsbierbrouwerij Apeldoorn was een brouwerijhuurder uit Apeldoorn. De stadsbrouwerij maakte voor grotere hoeveelheden gebruik van een gehuurde installatie bij brouwerij De 3 Horne in Kaatsheuvel, voor kleinere hoeveelheden kan er in Apeldoorn gebrouwen worden bij Het Achterom, een brouwerij waar de Stadsbierbrouwerij intensief mee samenwerkt. Enkele bieren werden ter plaatse gebrouwen.